# Patrick Read
Patrick Joseph Read (ur. 25 lutego 1899 podczas rejsu na Morzu Irlandzkim, zm. 16 listopada 1947 w Chicago) – irlandzki żołnierz walczący w czasie I wojny światowej, irlandzkiej wojny domowej i hiszpańskiej wojny domowej; działacz anarchistyczny.

## Życiorys
Patrick był synem Christophera Patricka Reada i Emmy McKay, którzy pochodzili z Dublina w Irlandii. W 1898 wyemigrowali do Anglii, gdzie najpierw mieszkali w Londynie, a następnie przeprowadzili się do Liverpoolu. Ich syn, Patrick, urodził się na statku, podczas rejsu do tegoż miasta. W 1912 rodzina wyjechała do Kanady, a w 1915 powróciła do Anglii. Patrick jednak pozostał i wstąpił do armii kanadyjskiej.

### I wojna światowa
Patrick Read dołączył w 1915 i służył przez trzy lata w Kanadyjskich Siłach Ekspedycyjnych w jednostce transmisyjnej, której zadaniem było układanie linii telefonicznych między różnymi jednostkami wojskowymi. Oddziały radiowe nie były wówczas ogólnie dostępne. 
Jednostka Reada operowała na froncie zachodnim we Francji. W jego nekrologu, który został opublikowany w gazecie „Industrial Worker”, spekulowano, że w tamtym okresie ożenił się i miał dziecko, o którym sądzi się, że zginęło w drugiej wojnie światowej. We Francji zetknął się również z ideami anarchosyndykalizmu.

### Okres międzywojenny
Po zakończeniu służby Read wrócił do Kanady, a następnie przeniósł się do Stanów Zjednoczonych. W 1919 związał się z Robotnikami Przemysłowymi Świata (IWW), międzynarodowym związkiem zawodowym założonym w 1905 roku w Chicago. W 1921 wrócił do Irlandii i zamieszkał w Cork, gdzie pracował jako niezależny dziennikarz związany z „Cork Examiner”.
Zaangażował się w działalność Komunistycznej Partii Irlandii (CPI) i dołączył do strony antytraktatowej (Irlandzka Armia Republikańska) w irlandzkiej wojnie domowej. Read utożsamiał się z irlandzkim przywódcą związkowym Jamesem Connollym, który był irlandzkim przywódcą republikańskim i socjalistycznym. Connolly działał również w Robotnikach Przemysłowych Świata i był założycielem Irlandzkiej Socjalistycznej Partii Republikańskiej. Read zasiadał w komitecie wykonawczym CPI i opowiadał się za przyjęciem przez partię stanowisk syndykalistycznych. Starł się z liderem partii Roddym Connollym (synem Jamesa Connolly’ego), który później wydalił Reada z partii. Ten uważał, że Roddy Connolly pozwolił skrajnej lewicy w Irlandii odgrywać podrzędną rolę wobec Ruchu Nacjonalistycznego. 
W 1924, w wieku 25 lat, Read opuścił Irlandię i udał się do Anglii, gdzie pozostał do 1932. Następnie wrócił do Stanów Zjednoczonych, gdzie ponownie związał się z IWW. Został redaktorem The Industrial Worker, oficjalnej gazety IWW. Założył i prowadził Radę Unii Demokracji z siedzibą w Chicago w latach trzydziestych i czterdziestych XX wieku. Grupa ta znajdowała się pod wpływem IWW, pomagając związkowcom zwalczać korupcję i przemoc, które dotykały wiele organizacji robotniczych. Członkami zarządu byli Jack Sheridan i Sidney Lens.

### Hiszpańska wojna domowa
Uważa się, że Read był jedną z pierwszych grup Amerykanów, którzy przekradli się z Francji do Hiszpanii, aby dołączyć do wojny po zamknięciu granicy, około 5 lutego 1937. Po przybyciu zaproponowano mu stanowisko dowódcy, ze względu na poprzednie doświadczenie wojskowe z I wojny światowej. Odmówił jednak, podając jako przyczynę swoje anarchistyczne przekonania. 
Walczył w szeregach XV Międzynarodowej Brygady im. Abrahama Lincolna, w której tolerowano bardziej, aniżeli w innych jednostkach, zróżnicowane poglądy polityczne. Read był znany ze swoich antystalinowskich przekonań, odmawiając m.in. ugięcia się przed Związkiem Radzieckim w sprawach politycznych. Przebywając w Hiszpanii, został członkiem Krajowej Konfederacji Pracy, anarchistycznego hiszpańskiego związku zawodowego.
Podobnie jak podczas I wojny światowej, rolą Read'a w hiszpańskiej wojnie domowej były transmisje. 
Opuścił Hiszpanię 5 grudnia 1938 na pokładzie statku USS Prezydent Roosevelt.

### Dalsze życie
Po zakończeniu hiszpańskiej wojny domowej i klęsce sił republikańskich, Read wrócił do Chicago, gdzie ponownie objął stanowisko redaktora „Industrial Worker”. Zmarł 16 listopada 1947 na krwotok mózgowy. 